# Bely Jar (Tomsk)
Bely Jar (russisch Белый Яр) ist eine Siedlung städtischen Typs in der Oblast Tomsk (Russland) mit 7996 Einwohnern (Stand 14. Oktober 2010).
Die Siedlung liegt im Südosten des Westsibirischen Tieflands, etwa 300 km nordöstlich der Oblasthauptstadt Tomsk, am Fluss Ket, einem rechten Nebenfluss des Ob.
Bely Jar ist Verwaltungszentrum des Rajons Werchnjaja Ket (Oberer Ket).
Der Ort besitzt eine Anlegestelle am Ket und ist Endpunkt der 1973 von Assino verlängerten Eisenbahnstrecke von Taiga über Tomsk.

## Geschichte
Das Dorf Bely Jar entstand etwa 1930, wurde 1939 Verwaltungszentrum des Rajons und erhielt 1964, mit Baubeginn der Bahnstrecke ab Assino, den Status einer Siedlung städtischen Typs.

### Bevölkerungsentwicklung
| Jahr | Einwohner |
| ---- | --------- |
| 1959 | 2589      |
| 1970 | 5160      |
| 1979 | 6831      |
| 1989 | 8850      |
| 2002 | 8221      |
| 2010 | 7996      |

Anmerkung: Volkszählungsdaten